# Кармінський Марк Веніамінович
Кармінський Марко Веніамінович (30 січня 1930, Харків, УРСР, СРСР — 19 жовтня 1995, Харків, Україна) — радянський і український композитор. Заслужений діяч мистецтв Української РСР (1980).

## Біографічні відомості
Народився 30 січня 1930 р. в Харкові. Закінчив Харківську консерваторію (1953, клас Д. Клебанова).
Автор опер, балетів, музики до фільмів: «Вперед, гвардійці!» (1972), «Втеча з палацу» (1975), «Будьте напоготові, Ваша високосте!» (1978).
Був членом Спілки композиторів України.